# Блато (Словенске Коњице)
Блато (словен. Blato) је насељено место у општини Словенске Коњице, Савињска регија, Словенија.

## Историја
До територијалне реорганизације у Словенији било је у саставу старе општине Словенске Коњице.

## Становништво
У попису становништва из 2011. године, Блато је имало 100 становника.
| Број становника према пописима | Број становника према пописима | Број становника према пописима |
| ------------------------------ | ------------------------------ | ------------------------------ |
| 1991                           | 2002                           | 2011                           |
| 101                            | 93                             | 100                            |

Напомена: Године 1982. и 2006. умањено за делове насеља који су припојени насељу Словенске Коњице.